# Broek, Thuil en 't Weegje

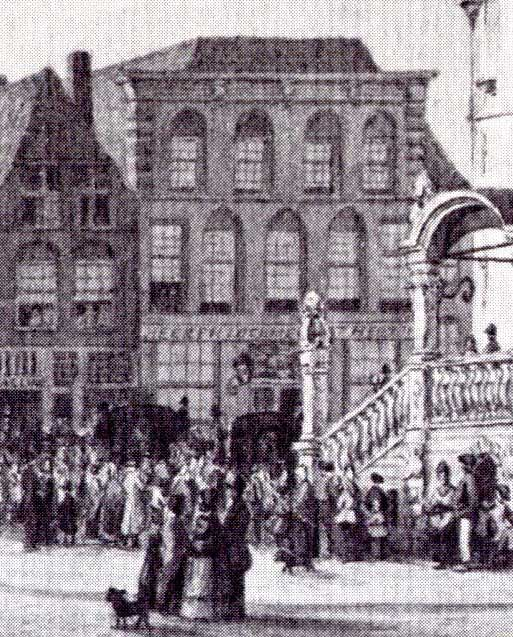
Het herenlogement Het Herthuys op de Markt van Gouda, waar de zaken van de gemeente werden geregeld - aquarel van Dirk Johannes van Vreumingen, midden 19e eeuw

Broek, Thuil en 't Weegje zijn voormalige heerlijkheden van de stad Gouda.

## Geschiedenis
In 1798 werden de heerlijkheden Broek, Thuil en 't Weegje omgevormd tot zelfstandige gemeenten. Lang heeft deze zelfstandigheid niet geduurd, want in 1811 werden ze bij Gouda gevoegd. Vervolgens werden ze alweer in 1816 losgemaakt van Gouda en samen met Bloemendaal en Broekhuizen ondergebracht in één nieuwe gemeente "Broek, Thuil en 't Weegje", ook wel aangeduid met meer uitgebreide naam "Broek, Thuil en het Weegje, Bloemendaal en Broekhuizen". Kortheidshalve werd deze gemeente "Broek c.a." (Broek cum annexis) genoemd. Vanaf 1859 werd de naam verder verkort tot Broek. Het gemeentehuis bevond zich niet binnen de gemeentegrenzen, maar op de Markt van Gouda, waar een kamer werd gehuurd in het herenlogement Het Herthuys.
Na de invoering van de nieuwe grondwet in 1848 verkocht Gouda zijn voormalige heerlijkheden. De burgemeester Nicolaas IJzendoorn en zijn echtgenote Antonia Maria Imans verwierven voor ƒ 1.550 de voormalige heerlijkheden Broek, Thuil en 't Weegje, Bloemendaal en Broekhuizen. Omdat de heerlijkheid als bestuursvorm allang was afgeschaft en de meeste heerlijke rechten inmiddels waren opgeheven betrof het met name de jacht- en visrechten in het gebied. In 1870 werd de gemeente samengevoegd met Noord- en Zuid-Waddinxveen tot de nieuwe gemeente Waddinxveen. In 1964 werd een omvangrijke grenscorrectie toegepast. Onder meer een deel van het voormalige gebied van Bloemendaal en Broek werd bij Gouda gevoegd. In 2007 heeft het College van Gedeputeerde Staten van de provincie Zuid-Holland het voornemen geuit om ook 't Weegje bij Gouda te voegen, wat door Gouda wordt gewenst, maar door Waddinxveen wordt afgewezen.
Het wapen van de voormalige gemeente Broek, Thuil en 't Weegje kan als volgt worden omschreven:
Het wapen verwijst naar Bloemendaal (de bloem), Broek, Thuil en 't Weegje (de vogel), Broekhuizen (het boerenhuis), het vierde deel van het wapen wordt gevormd door het Wapen van Gouda.
- Gevierendeeld

Wapen van de voormalige gemeente Broek, Thuil en 't Weegje

- 1. in blauw een bloem van goud (Bloemendaal)
- 2. in zilver een vogel van natuurlijke kleur (Broek, Thuil en 't Weegje)
- 3. in zilver een boerenhuis van rood (Broekhuizen)
- 4. het wapen van de stad Gouda